# Лунка-Ларге (Бістра, Алба)
Лунка-Ларге (рум. Lunca Largă) — село у повіті Алба в Румунії. Входить до складу комуни Бістра.
Село розташоване на відстані 316 км на північний захід від Бухареста, 48 км на північний захід від Алба-Юлії, 56 км на південний захід від Клуж-Напоки.

## Населення
За даними перепису населення 2002 року у селі проживали 123 особи, усі — румуни. Усі жителі села рідною мовою назвали румунську.